# مصطفی ملکیان
مصطفی ملکیان فیلسوف، مترجم، ویراستار و استاد دانشگاه ایرانی است.

## زندگی
مصطفی ملکیان ۱۲ خرداد ۱۳۳۵ در شهرضا از شهرهای استان اصفهان به دنیا آمد. دبستان و دبیرستان را در زادگاه خود و دیپلم ریاضی را در تهران اخذ کرد. به توصیهٔ خانواده به رشته‌های فنی-مهندسی روی آورد و تحصیلات دانشگاهی خود را از سال ۱۳۵۲ برای دو سال در رشتهٔ مهندسی مکانیک در دانشکدهٔ فنی دانشگاه تبریز سپری کرد و سپس با تغییر رشته با گذراندن کنکور، در رشته فلسفه اسلامی در دانشگاه تهران تحصیل را آغاز کرد. او در تیرماه ۵۸ با سیمین صالح ازدواج کرد.

## فعالیت‌های علمی
ملکیان برای تحصیل علوم اسلامی، فلسفه و عرفان اسلامی، در سال ۵۸ به حوزه علمیه قم رفت. همچنین با اصرار مفتّح، رئیس وقت دانشگاه تهران، در مقطع کارشناسی ارشد رشتهٔ فلسفه ادامه تحصیل داد. اما در اواخر تحصیل در مقطع ارشد از تحصیلات آکادمیک صرف نظر کرد و به مطالعهٔ شخصی و تحصیلات حوزوی ادامه داد.
او از سال ۵۸ تا سال ۷۶، در قم زندگی می‌کند. او از سال ۱۳۶۵ به تدریس در دانشکدهٔ الهیات و معارف اسلامی دانشگاه تهران و تدریس در دانشگاه امام صادق نیز پرداخت.
او سال‌ها در مرکز تربیت مدرس حوزه علمیه قم، که به دانشگاه قم وابسته بود، تدریس می‌کرد و با مؤسسه آموزشی امام خمینی هم همکاری داشت و مشاور ارشد پژوهشکدهٔ فلسفه و کلام اسلامی پژوهشگاه فرهنگ و اندیشهٔ اسلامی نیز بود. از سال ۱۳۸۸ فعالیت وی به تدریس در مؤسسات غیردولتی محدود شد.

## درباره
نام ملکیان بیش از هر چیز با تعبیر «عقلانیت و معنویت» گره خورده است. موضع عقلانیت و معنویت، که از سوی خود او با عنوان «طرحی دربارهٔ جمع میان عقلانیت و معنویت» و از سوی بعضی دیگر از اصحاب مطبوعات و قلم با عنوان «پروژهٔ عقلانیت و معنویت» نیز مطرح شده است، اصلی‌ترین موضعی است که در دو دههٔ گذشته از جانب ملکیان در ایران مطرح شده است. مصطفی ملکیان موضع «عقلانیت و معنویت» را در آثار مکتوب و سخنرانی‌ها و درس‌گفتارهای خود در شش جنبه شرح و بسط می‌دهد: معرفت‌شناسی، وجودشناسی، خداشناسی، انسان‌شناسی، ارزش‌شناسی، و وظیفه‌شناسی. هریک از این شش جنبه خود به شاخه‌ها و زیرشاخه‌های متعددی تقسیم می‌شوند.

## آثار
آثار و افکار مصطفی ملکیان پنج موضوع و یک موضع را در بر می‌گیرند. پنج موضوع عبارت اند از: فلسفه، روان‌شناسی، عرفان، دین، و ادبیات و هنر؛ و آن یک موضع عبارت است از «عقلانیت و معنویت».

### آثار تألیفی
- ۱۳۸۱. راهی به رهایی: جستارهایی در باب عقلانیت و معنویت. تهران: انتشارات نگاه معاصر
- ۱۳۸۱. سنت و سکولاریسم. (به‌همراه عبدالکریم سروش، محمد مجتهدشبستری و محسن کدیور). تهران: انتشارات مؤسسۀ فرهنگی صراط
- ۱۳۸۲. در رهگذار باد و نگهبان لاله. ۲جلدی. تهران: انتشارات نگاه معاصر
- ۱۳۸۵. مشتاقی و مهجوری: گفت‌وگو در باب فرهنگ و سیاست. تهران: انتشارات نگاه معاصر
- ۱۳۸۹. تقدیر ما تدبیر ما. (به‌همراه سعید حجاریان). تهران: انتشارات نگاه معاصر
- ۱۳۸۹. حدیث آرزومندی: جستارهایی در عقلانیت و معنویت. تهران: انتشارات نگاه معاصر
- ۱۳۹۷. زمین از دریچهٔ آسمان. تهران: مؤسسهٔ فرهنگی سروش مولانا: انتشارات دوستان
- ۱۳۹۹. عمر دوباره: درس‌گفتارهایی در باب اخلاق کاربستی. تهران: نشر شور: مؤسسۀ فرهنگی فرزانه

### ترجمه‌ها
- 1378. لودویگ ویتگنشتاین: ربط فلسفۀ او به باور دینی/ نوشتهٔ دابلیو دانالد هادسون. ترجمهٔ مصطفی ملکیان. تهران: نشر گروس
- ۱۳۸۱. سیری در سپهر جان: مقالات و مقولاتی در معنویت. گردآوردی و ترجمهٔ مصطفی ملکیان. تهران: انتشارات نگاه معاصر
- 1381. نگاهی به فلسفۀ اخلاق در سدۀ بیستم/ نوشتهٔ استیون داروال، آلن گیبارد و پیتر ریلتن. ترجمهٔ مصطفی ملکیان. تهران: دفتر پژوهش و نشر سهروردی
- 1382. گابریل مارسل/ نوشتهٔ سم کین. ترجمهٔ مصطفی ملکیان. تهران: انتشارات نگاه معاصر
- ۱۳۸۵. مهر ماندگار: مقالاتی در اخلاق‌شناسی. تهران: انتشارات نگاه معاصر
- 1388. تنوع دین در روزگار ما: دیداری دوباره با ویلیام جیمز/ نوشتهٔ چارلز تیلور. ترجمهٔ مصطفی ملکیان. تهران: نشر شور
- 1395. پرسش‌های کشنده/نوشتهٔ تامس نیگل. ترجمهٔ مصطفی ملکیان و جواد حیدری. تهران: انتشارات نگاه معاصر
- 1400. روح اسپینوزا: شفای جان. نوشتهٔ نیل گراسمن. ترجمهٔ مصطفی ملکیان. تهران: انتشارات دوستان؛ مؤسسهٔ فرهنگی فرزانه

### نقد آثار
سید جواد میری اثر ملکیان دربارهٔ ویرانگری مصرف‌زدگی را مورد انتقاد قرار داد. نقد میثم بادامچی دربارهٔ رویکرد ملکیان متأخر به عقلانیت و معنویت توسط رادیو زمانه و نقدی از علی رحیمی شاهرخت و علی حقی درباره‌یِ دین‌پژوهی مصطفی ملکیان در سال ۱۳۹۶ منتشر شد. جواد اطاعت نیز کتاب «تقدیر ما تدبیر ما» اثر ملکیان و حجاریان را طی یادداشتی در مجلهٔ مهرنامه نقد و بررسی کرد.

## دیدگاه‌ها
برخی از دیدگاه‌های مصطفی ملکیان:
- «خوشی زندگی یک بحث روان‌شناختی است در حالی که خوبی زندگی یک بحث اخلاقی است، زیرا لذت‌بردن یک بحث فردی است و هرکس در خوشی یا ناخوشی، خودش لذت می‌برد یا بر درد و رنجش افزوده می‌شود. در حالی که خوبی زندگی به افزایش یا کاهش درد و رنج دیگران اشاره دارد. اما بحث ارزشمندی زندگی یک موضوع کارکردی است، زیرا در آن از این بحث می‌شود که آیا انسان در مقایسه با چیزی که از هستی گرفته چه چیزی به آن افزوده یا از آن کاسته است.»[۷]
- «گاهی منظور از معنای زندگی این است که آیا زیستن ارزش دارد و آیا به صرفه است که به زندگی خودمان ادامه بدهیم. فهم این مسئله ناشی از مسئله‌یِ دیگر با عنوان عقلانیت عملی است. عقلانیت عملی نیز بدین معنا است که دست به کاری نزنید که هزینه‌اش بیشتر از فایده‌اش برای شما باشد و اگر دست به کاری زدید که هزینه‌اش بیش از فایده‌اش بود، فوراً، آن را متوقف کنید. بر اساس عقلانیت عملی اگر زیستن را یک کار بدانیم، باید بگوییم که با قصد خود به این کار مشغول نشدیم و توسط پدر و مادر به این دنیا آمدیم. از سوی دیگر، اگر بخواهیم از این کار دست بکشیم، باید خودکشی کنیم. حال اگر خودکشی نکردیم، یعنی این‌که فایده‌یِ زندگی بیش از هزینه‌اش برای ما بوده است.»[۸]
- «رنجها و لذتهای یک شخص، شاخصترین شاخصه‌های شخصیت و منش او به حساب می‌آیند. هیچ‌چیز بیش از این‌که چه اموری مایه رنج من اند و چه اموری سبب‌ساز لذتِ من، مرا به خودم و به دیگران نمی‌شناساند.»[۹]
- «در مورد بیشتر انسانها تنها جسم‌شان در زمان حال زندگی می‌کند، در حالی که ذهن و روان‌شان در حال به سر نمی‌برد، بل‌که ذهن‌شان مشغول برنامه‌های آینده یا خاطرات گذشته است.»[۷]